# Prva slovenska nogometna liga 1994-1995
La Prva slovenska nogometna liga 1994-1995 (in lingua italiana: Primo campionato calcistico sloveno), abbreviata in 1. SNL 1994-1995, è stata la quarta edizione della massima serie del campionato di calcio sloveno, disputata tra il 7 agosto 1994 e il 4 giugno 1995 e conclusa con la vittoria del SCT Olimpia Lubiana, al suo quarto titolo.
Capocannoniere del torneo fu Štefan Škaper (ND Beltinci), con 25 reti.
Nel ranking UEFA 1994 la 1. SNL era al 29º posto, che dava solo due posti in coppa UEFA.

## Formula
Come nella stagione precedente le squadre partecipanti furono 16 e disputarono un turno di andata e ritorno per un totale di 30 partite.
In vista della riduzione dell'organico da 16 a 10 squadre, le ultime due furono retrocesse direttamente in Druga slovenska nogometna liga, mentre le classificate dal nono al quattordicesimo posto disputarono dei play-out, al termine del quale solo due rimasero nella massima serie.
Prima dell'inizio del torneo lo Svoboda (che così scese in quinta divisione) rinunciò alla partecipazione e fu rimpiazzato dal Vevče.
Le squadre qualificate alle coppe europee furono quattro: i campioni e la seconda classificata alla  Coppa UEFA 1995-1996, la squadra vincitrice della coppa nazionale alla Coppa delle Coppe 1995-1996 e un ulteriore club alla Coppa Intertoto 1995.

## Squadre partecipanti
Cambi nome:
- NK Publikum Celje → NK Biostart Publikum
- ND Potrošnik Beltinci → ND Beltinci
- NK Koper → NK Istrabenz Koper
- NK AM Cosmos Ljubljana → NK Železničar Oscar Ljubljana
- NK Istragas Dekani → NK Jadran Dekani
- NK Korotan Prevalje → NK Nova Oprema Korotan Suvel
- NK Slavija Vevče  → NK Vevče Donit filtri

| Squadra                   | Città          | Stadio                | Stagione 1993-94 | Stagione 1993-94 |
| Squadra                   | Città          | Stadio                | Pos.             | Divisione        |
| ------------------------- | -------------- | --------------------- | ---------------- | ---------------- |
| SCT Olimpija Ljubljana    | Lubiana        | Stadio Bežigrad       | 1°               | 1. SNL           |
| Mura                      | Murska Sobota  | Stadio Fazanerija     | 2º               | 1. SNL           |
| Maribor Branik            | Maribor        | Stadion Ljudski vrt   | 3°               | 1. SNL           |
| Biostart Publikum         | Celje          | Stadion Skalna klet   | 4°               | 1. SNL           |
| HIT Gorica                | Nova Gorica    | Stadio Športni Park   | 5°               | 1. SNL           |
| Beltinci                  | Beltinci       | Športni park          | 6°               | 1. SNL           |
| Istrabenz Koper           | Capodistria    | Stadio Bonifika       | 7°               | 1. SNL           |
| Živila Naklo              | Naklo          | Stadion pod Štucljem  | 8°               | 1. SNL           |
| Rudar Velenje             | Velenje        | Stadio ob Jezeru      | 9°               | 1. SNL           |
| Izola                     | Isola d'Istria | Mestni stadion        | 10°              | 1. SNL           |
| Železničar Oscar          | Lubiana        | Stadion ŽŠD           | 11°              | 1. SNL           |
| Primorje                  | Aidussina      | Mestni stadion        | 12°              | 1. SNL           |
| Jadran Dekani             | Villa Decani   | Igrišče Ivan Gregorič | 14°              | 1. SNL           |
| Gaj                       | Kočevje        | Stadion Gaj           | 1°               | 2. SNL           |
| Nova Oprema Korotan Suvel | Prevalje       | Stadion na Prevaljah  | 2°               | 2. SNL           |
| Slavija Vevče             | Vevče, Lubiana | Stadion Slavija       | 11°              | 2. SNL           |

## Classifica
|                     | Pos. | Squadra            | Pt | G  | V  | N | P  | GF | GS  | DR   |
| ------------------- | ---- | ------------------ | -- | -- | -- | - | -- | -- | --- | ---- |
| Slovenia (bandiera) | 1.   | Olimpia Lubiana    | 44 | 30 | 20 | 4 | 6  | 78 | 30  | +48  |
|                     | 2.   | Maribor            | 42 | 30 | 17 | 8 | 5  | 60 | 24  | +36  |
|                     | 3.   | Gorica             | 41 | 30 | 18 | 5 | 7  | 66 | 30  | +36  |
|                     | 4.   | Mura               | 40 | 30 | 17 | 6 | 7  | 46 | 24  | +22  |
|                     | 5.   | Beltinci           | 38 | 30 | 15 | 8 | 7  | 74 | 32  | +42  |
|                     | 6.   | Celje              | 38 | 30 | 16 | 6 | 8  | 50 | 27  | +23  |
|                     | 7.   | Rudar Velenje      | 38 | 30 | 16 | 6 | 8  | 55 | 33  | +22  |
|                     | 8.   | Korotan Prevalje   | 32 | 30 | 14 | 4 | 12 | 53 | 36  | +17  |
|                     | 9.   | Primorje           | 32 | 30 | 12 | 8 | 10 | 50 | 45  | +5   |
|                     | 10.  | Železničar Lubiana | 30 | 30 | 13 | 4 | 13 | 49 | 43  | +6   |
|                     | 11.  | Koper              | 26 | 30 | 9  | 8 | 13 | 24 | 34  | −10  |
|                     | 12.  | Vevče              | 20 | 30 | 8  | 4 | 18 | 36 | 59  | −23  |
|                     | 13.  | Izola              | 20 | 30 | 7  | 6 | 17 | 30 | 73  | −43  |
|                     | 14.  | Naklo              | 19 | 30 | 5  | 9 | 16 | 34 | 48  | −14  |
|                     | 15.  | Kočevje (−1)       | 16 | 30 | 4  | 9 | 17 | 25 | 91  | −66  |
|                     | 16.  | Jadran Dekani      | 3  | 30 | 0  | 3 | 27 | 12 | 113 | −101 |
| Fonte: wildstat.com |      |                    |    |    |    |   |    |    |     |      |

Legenda:
  Campione di Slovenia
      Qualificato alla Coppa UEFA 1995-1996.
      Qualificato alla Coppa delle Coppe 1995-1996.
      Ammesso alla Coppa Intertoto UEFA 1995.
  Partecipa alle qualificazioni.
  Retrocesso direttamente.
      Retrocessi in 2. SNL 1995-1996.
Regolamento:
Due punti a vittoria, uno a pareggio, zero a sconfitta.
Kočevje e Jadran Dekani vennero inizialmente retrocesse in seconda divisione ma, a causa di problemi finanziari, vennero fatte scendere direttamente nei campionati inter-comunali (quinta divisione).

### Qualificazioni
Alle qualificazioni (kvalifikacijah in lingua slovena) parteciparono 8 squadre:
- le 6 della 1. SNL 1994-1995 piazzatesi fra il nono ed il quattordicesimo posto
- le prime due della 2. SNL 1994-1995 (Nafta e Šmartno ob Paki)

| Squadra 1       | Totale        | Squadra 2          | Andata     | Ritorno    |
| --------------- | ------------- | ------------------ | ---------- | ---------- |
| PRIMO TURNO     | PRIMO TURNO   | PRIMO TURNO        | 14.06.1995 | 18.06.1995 |
| Koper           | 1 – 4         | Železničar Lubiana | 1 – 1      | 0 – 3      |
| Primorje        | 3 – 2         | Naklo              | 2 – 2      | 1 – 0      |
| Vevče           | 4 – 1         | Nafta              | 2 – 1      | 2 – 0      |
| Šmartno ob Paki | 0 – 4         | Izola              | 0 – 1      | 0 – 3      |
| SECONDO TURNO   | SECONDO TURNO | SECONDO TURNO      | 21.06.1995 | 25.06.1995 |
| Izola           | 1 – 1 (gfc)   | Železničar Lubiana | 0 – 0      | 1 – 1      |
| Primorje        | 5 – 0         | Vevče              | 2 – 0      | 3 – 0      |

Le vincitrici del secondo turno si qualificarono per la 1. SNL 1995-1996.

## Risultati

### Tabellone
|                     | Oli | Mar | Gor | Mur | Bel | Cel | Rud | Kor | Pri | Žel | Kop | Vev  | Izo | Nak | Koč | Dek |
| ------------------- | --- | --- | --- | --- | --- | --- | --- | --- | --- | --- | --- | ---- | --- | --- | --- | --- |
| Olimpia             |     | 2:1 | 1:1 | 2:1 | 1:1 | 2:1 | 2:1 | 1:0 | 7:2 | 1:2 | 1:0 | 7:1  | 7:0 | 0:2 | 4:0 | 7:0 |
| Maribor             | 0:2 |     | 2:1 | 1:0 | 1:2 | 3:1 | 3:2 | 1:0 | 2:1 | 4:3 | 2:0 | 1:1  | 5:0 | 5:1 | 6:1 | 5:0 |
| Gorica              | 2:1 | 1:0 |     | 2:2 | 1:0 | 2:1 | 3:1 | 1:0 | 3:1 | 2:4 | 5:1 | 6:1  | 4:0 | 1:1 | 3:0 | 7:0 |
| Mura                | 1:0 | 0:0 | 3:2 |     | 1:2 | 1:0 | 4:2 | 1:1 | 0:0 | 1:0 | 3:2 | 2:0  | 4:1 | 1:0 | 4:0 | 2:0 |
| Beltinci            | 4:2 | 1:1 | 0:0 | 3:1 |     | 1:1 | 3:3 | 4:2 | 2:1 | 7:2 | 0:0 | 5:0  | 6:1 | 4:0 | 8:0 | 9:0 |
| Celje               | 3:2 | 1:2 | 2:0 | 0:0 | 2:2 |     | 3:2 | 0:0 | 1:0 | 1:0 | 2:0 | 5:0  | 1:0 | 3:0 | 4:0 | 2:1 |
| Rudar               | 1:2 | 1:0 | 1:0 | 1:0 | 2:1 | 2:1 |     | 0:1 | 2:0 | 4:1 | 1:0 | 3:1  | 1:2 | 3:0 | 5:0 | 4:0 |
| Korotan             | 1:3 | 0:1 | 2:1 | 1:0 | 1:0 | 1:3 | 0:0 |     | 2:1 | 1:0 | 0:1 | 2:0  | 7:0 | 3:1 | 5:0 | 6:0 |
| Primorje            | 1:3 | 2:2 | 2:0 | 1:2 | 1:0 | 2:1 | 1:1 | 4:3 |     | 2:4 | 1:0 | 2:1  | 2:0 | 4:2 | 6:0 | 5:1 |
| Železničar          | 1:1 | 0:0 | 1:2 | 2:1 | 2:1 | 1:2 | 0:1 | 1:2 | 1:2 |     | 1:2 | 4:0  | 4:1 | 1:1 | 5:2 | 2:0 |
| Koper               | 1:1 | 0:0 | 0:1 | 0:3 | 0:1 | 2:1 | 1:2 | 2:2 | 1:1 | 0:0 |     | 1:0  | 1:1 | 2:1 | 0:0 | 2:0 |
| Vevče               | 0:5 | 0:1 | 0:2 | 0:1 | 1:3 | 0:1 | 0:0 | 2:1 | 1:1 | 0:1 | 1:0 |      | 6:1 | 1:0 | 3:0 | 2:0 |
| Izola               | 0:2 | 1:1 | 1:3 | 0:1 | 1:1 | 0:3 | 1:3 | 3:1 | 2:2 | 1:0 | 0:1 | 2:1  |     | 2:0 | 1:1 | 3:0 |
| Naklo               | 1:2 | 0:0 | 0:0 | 0:2 | 2:0 | 0:0 | 0:3 | 2:3 | 1:1 | 0:1 | 1:2 | 0:0  | 1:1 |     | 8:0 | 7:2 |
| Kočevje             | 1:2 | 0:3 | 1:8 | 1:1 | 1:0 | 1:1 | 2:2 | 2:0 | 0:0 | 0:1 | 2:1 | 1:3  | 4:3 | 1:1 |     | 3:3 |
| Dekani              | 0:5 | 0:7 | 1:2 | 0:3 | 1:3 | 0:3 | 1:1 | 1:5 | 0:1 | 1:4 | 0:1 | 0:10 | 0:1 | 0:1 | 0:0 |     |
| Fonte: wildstat.com |     |     |     |     |     |     |     |     |     |     |     |      |     |     |     |     |

### Calendario
| Andata (1ª) | Andata (1ª) | 1ª giornata                    | Ritorno (16ª) | Ritorno (16ª) |
|             |             |                                |               |               |
| 7 agosto    | 5-0         | Publikum - Vevce Donit         | 1-0           | 26 febbraio   |
| 7 agosto    | 1-2         | Železnicar Ljub. - Koper       | 0-0           | 26 febbraio   |
| 7 agosto    | 2-3         | Živila Naklo - Korotan Suvel   | 1-3           | 26 febbraio   |
| 7 agosto    | 2-2         | HIT Gorica - Mura              | 2-3           | 26 febbraio   |
| 7 agosto    | 2-1         | Beltinci - Primorje            | 0-1           | 26 febbraio   |
| 7 agosto    | 0-0         | Jadran Dekani - Gaj Kocevje    | 3-3           | 26 febbraio   |
| 7 agosto    | 0-2         | Izola - SCT Olimpija           | 0-7           | 26 febbraio   |
| 7 agosto    | 3-2         | Maribor Branik - Rudar Velenje | 0-1           | 26 febbraio   |

| Andata (2ª) | Andata (2ª) | 2ª giornata                   | Ritorno (17ª) | Ritorno (17ª) |
|             |             |                               |               |               |
| 14 agosto   | 0-0         | Vevce Donit - Rudar Velenje   | 1-3           | 5 marzo       |
| 14 agosto   | 2-1         | SCT Olimpija - Maribor Branik | 2-0           | 5 marzo       |
| 14 agosto   | 4-3         | Gaj Kocevje - Izola           | 1-1           | 5 marzo       |
| 14 agosto   | 5-1         | Primorje - Jadran Dekani      | 1-0           | 5 marzo       |
| 14 agosto   | 1-2         | Mura - Beltinci               | 1-3           | 5 marzo       |
| 14 agosto   | 2-1         | Korotan Suvel - HIT Gorica    | 0-1           | 5 marzo       |
| 14 agosto   | 2-1         | Koper - Živila Naklo          | 2-1           | 5 marzo       |
| 14 agosto   | 1-0         | Publikum - Železnicar Ljub.   | 2-1           | 5 marzo       |

| Andata (3ª) | Andata (3ª) | 3ª giornata                    | Ritorno (18ª) | Ritorno (18ª) |
|             |             |                                |               |               |
| 21 agosto   | 4-0         | Železnicar Ljub. - Vevce Donit | 1-0           | 12 marzo      |
| 21 agosto   | 0-0         | Živila Naklo - Publikum        | 0-3           | 12 marzo      |
| 21 agosto   | 5-1         | HIT Gorica - Koper             | 1-0           | 12 marzo      |
| 21 agosto   | 4-2         | Beltinci - Korotan Suvel       | 0-1           | 12 marzo      |
| 21 agosto   | 0-3         | Jadran Dekani - Mura           | 0-2           | 12 marzo      |
| 21 agosto   | 2-2         | Izola - Primorje               | 0-2           | 12 marzo      |
| 21 agosto   | 6-1         | Maribor Branik - Gaj Kocevje   | 3-0           | 12 marzo      |
| 21 agosto   | 1-2         | Rudar Velenje - SCT Olimpija   | 1-2           | 12 marzo      |

| Andata (4ª) | Andata (4ª) | 4ª giornata                     | Ritorno (19ª) | Ritorno (19ª) |
|             |             |                                 |               |               |
| 28 agosto   | 0-5         | Vevce Donit - SCT Olimpija      | 1-7           | 19 marzo      |
| 28 agosto   | 2-2         | Gaj Kocevje - Rudar Velenje     | 0-5           | 19 marzo      |
| 28 agosto   | 2-2         | Primorje - Maribor Branik       | 0-3           | 19 marzo      |
| 28 agosto   | 4-1         | Mura - Izola                    | 1-0           | 19 marzo      |
| 28 agosto   | 6-0         | Korotan Suvel - Jadran Dekani   | 5-1           | 19 marzo      |
| 28 agosto   | 0-1         | Koper - Beltinci                | 0-0           | 19 marzo      |
| 28 agosto   | 2-0         | Publikum - HIT Gorica           | 1-2           | 19 marzo      |
| 28 agosto   | 1-1         | Železnicar Ljub. - Živila Naklo | 1-0           | 19 marzo      |

| Andata (5ª)  | Andata (5ª) | 5ª giornata                   | Ritorno (20ª) | Ritorno (20ª) |
|              |             |                               |               |               |
| 11 settembre | 0-0         | Živila Naklo - Vevce Donit    | 0-1           | 26 marzo      |
| 11 settembre | 2-4         | HIT Gorica - Železnicar Ljub. | 2-1           | 26 marzo      |
| 11 settembre | 1-1         | Beltinci - Publikum           | 2-2           | 26 marzo      |
| 11 settembre | 0-1         | Jadran Dekani - Koper         | 0-2           | 26 marzo      |
| 11 settembre | 3-1         | Izola - Korotan Suvel         | 0-7           | 26 marzo      |
| 11 settembre | 1-0         | Maribor Branik - Mura         | 0-0           | 26 marzo      |
| 11 settembre | 2-0         | Rudar Velenje - Primorje      | 1-1           | 26 marzo      |
| 11 settembre | 4-0         | SCT Olimpija - Gaj Kocevje    | 2-1           | 26 marzo      |

| Andata (6ª)  | Andata (6ª) | 6ª giornata                    | Ritorno (21ª) | Ritorno (21ª) |
|              |             |                                |               |               |
| 18 settembre | 3-1         | Vevce Donit - Gaj Kocevje      | 3-1           | 2 aprile      |
| 18 settembre | 1-3         | Primorje - SCT Olimpija        | 2-7           | 2 aprile      |
| 18 settembre | 4-2         | Mura - Rudar Velenje           | 0-1           | 2 aprile      |
| 18 settembre | 0-1         | Korotan Suvel - Maribor Branik | 0-1           | 2 aprile      |
| 18 settembre | 1-1         | Koper - Izola                  | 1-0           | 2 aprile      |
| 18 settembre | 2-1         | Publikum - Jadran Dekani       | 3-0           | 2 aprile      |
| 18 settembre | 2-1         | Železnicar Ljub. - Beltinci    | 2-7           | 2 aprile      |
| 18 settembre | 0-0         | Živila Naklo - HIT Gorica      | 1-1           | 2 aprile      |

| Andata (7ª)  | Andata (7ª) | 7ª giornata                      | Ritorno (22ª) | Ritorno (22ª) |
|              |             |                                  |               |               |
| 25 settembre | 6-1         | HIT Gorica - Vevce Donit         | 2-0           | 9 aprile      |
| 25 settembre | 4-0         | Beltinci - Živila Naklo          | 0-2           | 9 aprile      |
| 25 settembre | 1-4         | Jadran Dekani - Železnicar Ljub. | 0-2           | 9 aprile      |
| 25 settembre | 0-3         | Izola - Publikum                 | 0-1           | 9 aprile      |
| 25 settembre | 2-0         | Maribor Branik - Koper           | 0-0           | 9 aprile      |
| 25 settembre | 0-1         | Rudar Velenje - Korotan Suvel    | 0-0           | 9 aprile      |
| 25 settembre | 2-1         | SCT Olimpija - Mura              | 0-1           | 9 aprile      |
| 25 settembre | 0-0         | Gaj Kocevje - Primorje           | 0-6           | 9 aprile      |

| Andata (8ª) | Andata (8ª) | 8ª giornata                  | Ritorno (23ª) | Ritorno (23ª) |
|             |             |                              |               |               |
| 2 ottobre   | 1-1         | Vevce Donit - Primorje       | 1-2           | 16 aprile     |
| 2 ottobre   | 4-0         | Mura - Gaj Kocevje           | 1-1           | 16 aprile     |
| 2 ottobre   | 1-3         | Korotan Suvel - SCT Olimpija | 0-1           | 16 aprile     |
| 2 ottobre   | 1-2         | Koper - Rudar Velenje        | 0-1           | 16 aprile     |
| 2 ottobre   | 1-2         | Publikum - Maribor Branik    | 1-3           | 16 aprile     |
| 2 ottobre   | 4-1         | Železnicar Ljub. - Izola     | 0-1           | 16 aprile     |
| 2 ottobre   | 7-2         | Živila Naklo - Jadran Dekani | 1-0           | 16 aprile     |
| 2 ottobre   | 1-0         | HIT Gorica - Beltinci        | 0-0           | 16 aprile     |

| Andata (9ª) | Andata (9ª) | 9ª giornata                       | Ritorno (24ª) | Ritorno (24ª) |
|             |             |                                   |               |               |
| 9 ottobre   | 5-0         | Beltinci - Vevce Donit            | 3-1           | 23 aprile     |
| 9 ottobre   | 1-2         | Jadran Dekani - HIT Gorica        | 0-7           | 23 aprile     |
| 9 ottobre   | 2-0         | Izola - Živila Naklo              | 1-1           | 23 aprile     |
| 9 ottobre   | 4-3         | Maribor Branik - Železnicar Ljub. | 0-0           | 23 aprile     |
| 9 ottobre   | 2-1         | Rudar Velenje - Publikum          | 2-3           | 23 aprile     |
| 9 ottobre   | 1-0         | SCT Olimpija - Koper              | 1-1           | 23 aprile     |
| 9 ottobre   | 2-0         | Gaj Kocevje - Korotan Suvel       | 0-5           | 23 aprile     |
| 9 ottobre   | 1-2         | Primorje - Mura                   | 0-0           | 23 aprile     |

| Andata (10ª) | Andata (10ª) | 10ª giornata                     | Ritorno (25ª) | Ritorno (25ª) |
|              |              |                                  |               |               |
| 16 ottobre   | 0-1          | Vevce Donit - Mura               | 0-2           | 30 aprile     |
| 16 ottobre   | 2-1          | Korotan Suvel - Primorje         | 3-4           | 30 aprile     |
| 16 ottobre   | 0-0          | Koper - Gaj Kocevje              | 1-2           | 30 aprile     |
| 16 ottobre   | 3-2          | Publikum - SCT Olimpija          | 1-2           | 30 aprile     |
| 16 ottobre   | 0-1          | Železnicar Ljub. - Rudar Velenje | 1-4           | 30 aprile     |
| 16 ottobre   | 0-0          | Živila Naklo - Maribor Branik    | 1-5           | 30 aprile     |
| 16 ottobre   | 4-0          | HIT Gorica - Izola               | 3-1           | 30 aprile     |
| 16 ottobre   | 9-0          | Beltinci - Jadran Dekani         | 3-1           | 30 aprile     |

| Andata (11ª) | Andata (11ª) | 11ª giornata                    | Ritorno (26ª) | Ritorno (26ª) |
|              |              |                                 |               |               |
| 23 ottobre   | 0-10         | Jadran Dekani - Vevce Donit     | 0-2           | 7 maggio      |
| 23 ottobre   | 1-1          | Izola - Beltinci                | 1-6           | 7 maggio      |
| 23 ottobre   | 2-1          | Maribor Branik - HIT Gorica     | 0-1           | 7 maggio      |
| 23 ottobre   | 3-0          | Rudar Velenje - Živila Naklo    | 3-0           | 7 maggio      |
| 23 ottobre   | 1-2          | SCT Olimpija - Železnicar Ljub. | 1-1           | 7 maggio      |
| 23 ottobre   | 1-1          | Gaj Kocevje - Publikum          | 0-4           | 7 maggio      |
| 23 ottobre   | 1-0          | Primorje - Koper                | 1-1           | 7 maggio      |
| 23 ottobre   | 1-1          | Mura - Korotan Suvel            | 0-1           | 7 maggio      |

| Andata (12ª) | Andata (12ª) | 12ª giornata                   | Ritorno (27ª) | Ritorno (27ª) |
|              |              |                                |               |               |
| 30 ottobre   | 2-1          | Vevce Donit - Korotan Suvel    | 0-2           | 14 marzo      |
| 30 ottobre   | 0-3          | Koper - Mura                   | 2-3           | 14 marzo      |
| 30 ottobre   | 1-0          | Publikum - Primorje            | 1-2           | 14 marzo      |
| 30 ottobre   | 5-2          | Železnicar Ljub. - Gaj Kocevje | 1-0           | 14 marzo      |
| 30 ottobre   | 1-2          | Živila Naklo - SCT Olimpija    | 2-0           | 14 marzo      |
| 30 ottobre   | 3-1          | HIT Gorica - Rudar Velenje     | 0-1           | 14 marzo      |
| 30 ottobre   | 1-1          | Beltinci - Maribor Branik      | 2-1           | 14 marzo      |
| 30 ottobre   | 0-1          | Jadran Dekani - Izola          | 0-3           | 14 marzo      |

| Andata (13ª) | Andata (13ª) | 13ª giornata                   | Ritorno (28ª) | Ritorno (28ª) |
|              |              |                                |               |               |
| 6 novembre   | 2-1          | Izola - Vevce Donit            | 1-6           | 21 maggio     |
| 6 novembre   | 5-0          | Maribor Branik - Jadran Dekani | 7-0           | 21 maggio     |
| 6 novembre   | 2-1          | Rudar Velenje - Beltinci       | 3-3           | 21 maggio     |
| 6 novembre   | 1-1          | SCT Olimpija - HIT Gorica      | 1-2           | 21 maggio     |
| 6 novembre   | 1-1          | Gaj Kocevje - Živila Naklo     | 0-8           | 21 maggio     |
| 6 novembre   | 2-4          | Primorje - Železnicar Ljub     | 2-1           | 21 maggio     |
| 6 novembre   | 1-0          | Mura - Publikum                | 0-0           | 21 maggio     |
| 6 novembre   | 0-1          | Korotan Suvel - Koper          | 2-2           | 21 maggio     |

| Andata (14ª) | Andata (14ª) | 14ª giornata                  | Ritorno (29ª) | Ritorno (29ª) |
|              |              |                               |               |               |
| 13 novembre  | 1-0          | Vevce Donit - Koper           | 0-1           | 28 maggio     |
| 13 novembre  | 0-0          | Publikum - Korotan Suvel      | 3-1           | 28 maggio     |
| 13 novembre  | 2-1          | Železnicar Ljub. - Mura       | 0-1           | 28 maggio     |
| 13 novembre  | 1-1          | Živila Naklo - Primorje       | 2-4           | 28 maggio     |
| 13 novembre  | 3-0          | HIT Gorica - Gaj Kocevje      | 8-1           | 28 maggio     |
| 13 novembre  | 4-2          | Beltinci - SCT Olimpija       | 1-1           | 28 maggio     |
| 13 novembre  | 1-1          | Jadran Dekani - Rudar Velenje | 0-4           | 28 maggio     |
| 13 novembre  | 1-1          | Izola - Maribor Branik        | 0-5           | 28 maggio     |

| \| Andata (15ª) \| Andata (15ª) \| 15ª giornata \| Ritorno (30ª) \| Ritorno (30ª) \| \| \| \| \| \| \| \| 20 novembre \| 1-1 \| Maribor Branik - Vevce Donit \| 1-0 \| 4 giugno \| \| 20 novembre \| 1-2 \| Rudar Velenje - Izola \| 3-0 \| 4 giugno \| \| 20 novembre \| 7-0 \| SCT Olimpija - Jadran Dekani \| 5-0 \| 4 giugno \| \| 20 novembre \| 1-0 \| Gaj Kocevje - Beltinci \| 0-8 \| 4 giugno \| \| 20 novembre \| 2-0 \| Primorje - HIT Gorica \| 1-3 \| 4 giugno \| \| 20 novembre \| 1-0 \| Mura - Živila Naklo \| 2-0 \| 4 giugno \| \| 20 novembre \| 1-0 \| Korotan Suvel - Železnicar Ljub. \| 2-1 \| 4 giugno \| \| 20 novembre \| 2-1 \| Koper - Publikum \| 0-2 \| 4 giugno \| |              |                                  |               |               |
| Andata (15ª) | Andata (15ª) | 15ª giornata                     | Ritorno (30ª) | Ritorno (30ª) |
| |              |                                  |               |               |
| 20 novembre | 1-1          | Maribor Branik - Vevce Donit     | 1-0           | 4 giugno      |
| 20 novembre | 1-2          | Rudar Velenje - Izola            | 3-0           | 4 giugno      |
| 20 novembre | 7-0          | SCT Olimpija - Jadran Dekani     | 5-0           | 4 giugno      |
| 20 novembre | 1-0          | Gaj Kocevje - Beltinci           | 0-8           | 4 giugno      |
| 20 novembre | 2-0          | Primorje - HIT Gorica            | 1-3           | 4 giugno      |
| 20 novembre | 1-0          | Mura - Živila Naklo              | 2-0           | 4 giugno      |
| 20 novembre | 1-0          | Korotan Suvel - Železnicar Ljub. | 2-1           | 4 giugno      |
| 20 novembre | 2-1          | Koper - Publikum                 | 0-2           | 4 giugno      |

## Statistiche

### Classifica marcatori
| Pos. | Giocatore       | Squadra                 | Reti |
| ---- | --------------- | ----------------------- | ---- |
| 1    | Štefan Škaper   | Beltinci                | 25   |
| 2    | Ermin Šiljak    | Olimpia Lubiana         | 17   |
| 2    | Novica Nikčević | Celje/Gorica            | 17   |
| 2    | Slavko Komar    | Rudar Velenje           | 17   |
| 5    | Kliton Bozgo    | Maribor/Olimpia Lubiana | 16   |
| 5    | Edmond Dosti    | Olimpia Lubiana         | 16   |
| 7    | Primož Gliha    | NK Lubiana              | 13   |
| 8    | Dinko Vrabac    | Primorje                | 12   |
| 8    | Igor Poznič     | Mura/Maribor            | 12   |
| 8    | Sami Dobreva    | Korotan Prevalje        | 12   |